# 安妮·索菲·冯·奥特
安妮·索菲·冯·奥特（瑞典語：Anne Sofie von Otter，1955年5月9日－），瑞典女中音。她的曲目涵盖了藝術歌曲、歌剧、清唱剧以及摇滚和流行歌曲。

## 早年
冯·奥特出生于瑞典斯德哥尔摩。她的父亲是约兰·冯·奥特，二战期间是瑞典驻柏林的外交官。她在波恩、伦敦和斯德哥尔摩长大。她在斯德哥尔摩和伦敦的市政廳音樂及戲劇學院学习，薇拉·罗饶是她的老师之一。1982年，她在ARD慕尼黑國際音樂大賽中获得二等奖。
1983年至1985年，她是巴塞尔歌剧院的合奏成员，在那里，她在海顿的《骑士奥兰多》中扮演阿尔西娜，这是她的专业歌剧首秀。1985年，她首次在科文特花园皇家歌劇院演出，1987年在斯卡拉大劇院首秀。她在大都會歌劇院的首秀是在1988年12月，在《费加罗的婚礼》中扮演凯鲁比诺。

## 职业生涯
1987年，她首次与指挥家约翰·艾略特·加德纳合作，录制了莫扎特安魂曲，在飞利浦唱片发行。此后，她经常与他合作，并发行了巴赫、亨德尔、格鲁克、魏尔、马勒、策姆林斯基、蒙特威尔第、斯特拉文斯基等作曲家的一系列歌剧、清唱剧和管弦艺术歌曲录音。她也在加德纳为档案唱片录制的贝多芬第九交响曲中担任女中音独唱。此外，她也常与克劳迪奥·阿巴多合作，亦与皮埃尔·布列兹共同录制了马勒的第三交响曲和《悼亡兒之歌》。
她录制的格里格歌曲赢得了1993年的《留声机》年度最佳唱片，这是该奖项历史上第一次颁给艺术歌曲录音。2001年，她发行了与埃尔维斯·科斯特洛合作的专辑 For the Stars，并因此获得爱迪生奖。2015年，她的法国歌曲专辑 Douce France 获得了格莱美最佳古典声乐独唱奖。她定期与瑞典钢琴家本特·福斯贝里举办独唱会、进行录音。
2006年，冯·奥特在斯文·戴维·桑德斯特伦的《道：一部受难曲》的首演中演唱传道者一角。她在当代音乐方面的其他工作包括演唱厄特沃什·彼得的《无血》中的女人一角。除作为歌手之外，她还出现在2012年电影《晚期四重奏》中。
2007年，她发行了一张由被囚禁在纳粹泰雷辛施塔特集中营的的作曲家在被运往奥斯威辛灭绝营之前创作的音乐的专辑。她与克里斯蒂安·格哈赫尔（男中音）和一些室内乐演奏家合作完成了这个项目。她表示，这些材料对她有特殊的个人意义，因为她的父亲在战争期间曾试图传播他从党卫队军官库尔特·格施泰因那里得到的关于纳粹灭绝营的信息，但未获成功。
2016年，冯-奥特在托马斯·阿德斯的《泯灭天使》的世界首演中演唱莱奥诺拉一角，2017年又在皇家歌剧院再次演唱。她在塞巴斯蒂安·法格隆德2017年的歌剧《秋日奏鸣曲》中扮演并演唱主要角色夏洛特，该剧根据英格玛·伯格曼1979年的同名电影改编，在赫尔辛基的芬兰国家歌剧院由约翰·斯托尔高兹指挥首演。

## 家庭生活
冯·奥特与本尼·弗雷德里克松于1989年结婚，直到他于2018年3月17日自杀。他是一名演员，也是斯德哥尔摩文化之家及斯德哥尔摩城市剧院的总经理。这对夫妇有两个孩子。冯·奥特现居斯德哥尔摩。

## 奖项和荣誉
- 1995年：瑞典国王卡尔十六世·古斯塔夫授予的宫廷歌手（英语：Hovsångare）称号[29]
- 2003年：肖克獎音乐艺术类[30]
- 2013年：巴黎第六大学的荣誉学位[31]